# أندري سانتوس (لاعب كرة قدم مواليد 2004)
أندري سانتوس (مواليد 3 مايو 2004) هو لاعب كرة قدم برازيلي يلعب في مركز خط الوسط في نادي تشيلسي.

## روابط خارجية
- أندري سانتوس (لاعب كرة قدم مواليد 2004) على موقع إي إس بي إن إف سي (الإنجليزية)
- أندري سانتوس (لاعب كرة قدم مواليد 2004) على موقع قاعدة بيانات كرة القدم.إي يو (الإنجليزية)
- أندري سانتوس (لاعب كرة قدم مواليد 2004) على موقع ليكيب (الفرنسية)
- أندري سانتوس (لاعب كرة قدم مواليد 2004) على موقع ناشيونال فوتبول تيمز (الإنجليزية)
- أندري سانتوس (لاعب كرة قدم مواليد 2004) على موقع Soccerbase.com (لاعب) (الإنجليزية)
- أندري سانتوس (لاعب كرة قدم مواليد 2004) على موقع Soccerway.com (الإنجليزية)
- أندري سانتوس (لاعب كرة قدم مواليد 2004) على موقع عالم كرة القدم.نت (الإنجليزية)